# Bataille du Hohneck
Seconde Guerre mondiale
La bataille du Hohneck est une bataille de la Seconde Guerre mondiale qui s'est déroulée du 3 au 14 décembre 1944 au Hohneck, dans le massif des Vosges. 40 soldats y sont morts et une centaine de prisonniers se sont rendus à l'ennemi. Elle est aussi surnommée la « Sidi Brahim des neiges » en référence à la bataille de Sidi-Brahim.

## Historique
En décembre 1944 se déroule la bataille du Hohneck. Des éléments du 1er régiment FFI de Franche-Comté conduits par le capitaine Patoor s'emparent par surprise de l'hôtel du Hohneck, qui constitue un point stratégique de première importance puisqu'il domine Gérardmer, le col de la Schlucht et la vallée de Munster. Les FFI sont relevées par une compagnie du 4e régiment de tirailleurs tunisiens, mais le reste de la relève prévue est bloqué par une intense tempête de neige. Sur ordre de Himmler, les Allemands encerclent l'hôtel et lancent plusieurs contre-attaques. Complètement isolés, sans renforts ni munitions, ayant à déplorer de lourdes pertes et de nombreux blessés, les tirailleurs doivent se rendre. La Wehrmacht tient le Hohneck jusqu'en février 1945.
Durant la bataille de Hohneck, le 1er régiment FFI de Franche-Comté et le 4e RTT avaient leur état-major au manoir de La Roche du Rain à Gérardmer. Après la guerre, l'hôtel est rasé puis reconstruit.

## Lieux de mémoire
Deux monuments, aux FFI et aux tirailleurs tunisiens, commémorent ce fait d'armes au sommet de la montagne.